# Океанічний жолоб

Жолоб океанічний

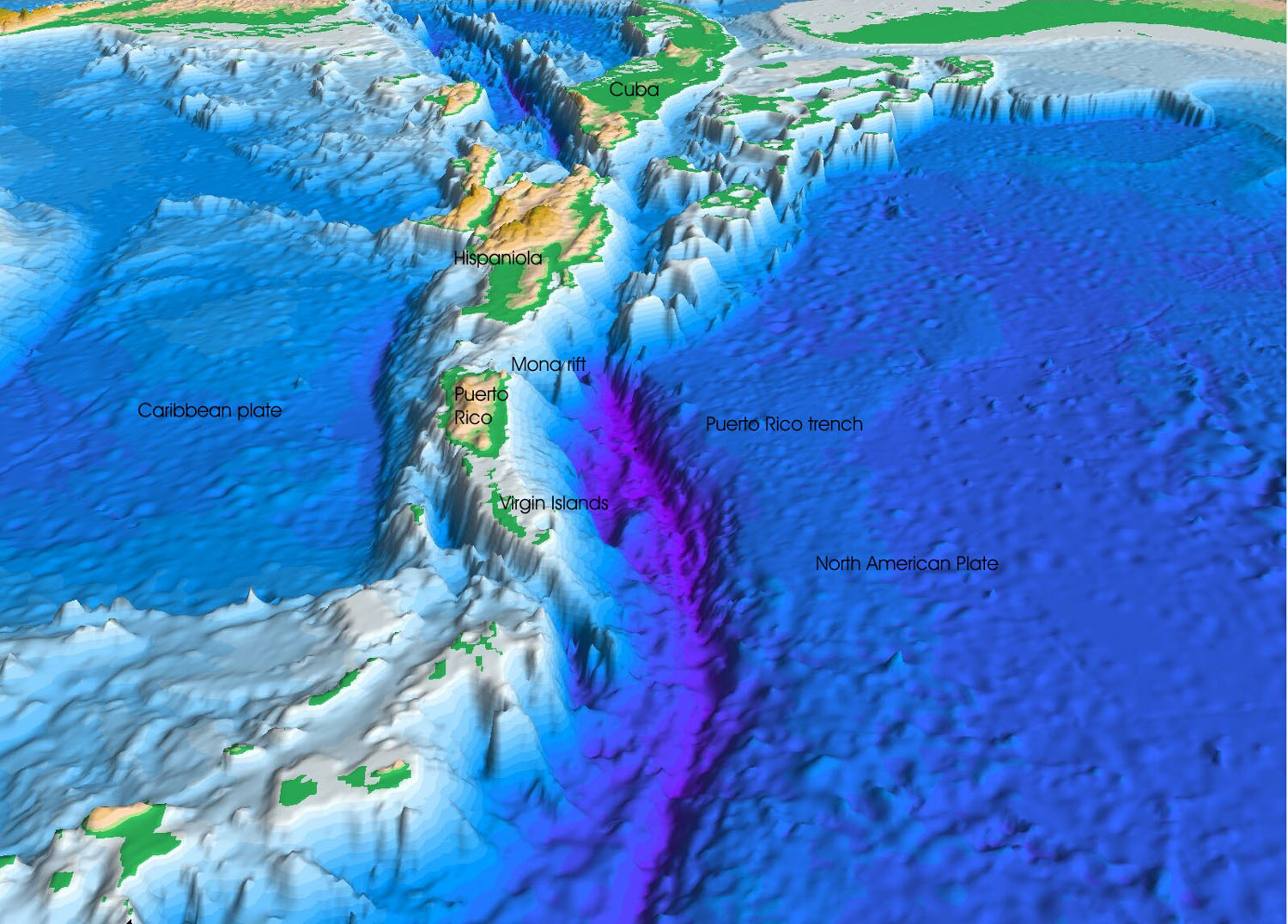
Вид у перспективі на дно Атлантичного океану і Карибського моря. Малі Антильські острови розташовані зліва знизу, а Флорида — праворуч зверху. Фіолетовий колір дна в центрі показує розташування жолоба Пуерто-Рико

Океані́чні жо́лоби (англ. oceanic trench; нім. Tiefseegraben m, Tiefseerinne f) — западини, довгі вузькі зниження дна океанів з глибиною понад 6000 м (6 км). Є зоною субдукції, тобто зоною занурювання важчої океанічної тектонічної плити під легшу — материкову.
Ширина їх 10—20 км, довжина 35 тис. км, глибина 5—11 км.
Найбільші океанічні жолоби:
1. Алеутський жолоб — глибина до 8109 м,
2. Курило-Камчатський жолоб — 10 542 м,
3. Японський жолоб — 9000 м,
4. Ідзу-Оґасаварський жолоб — 9810 м,
5. Філіппінський жолоб — 10 882 м,
6. Маріанський жолоб — 11 034 м,
7. Яванський жолоб — 7455 м,
8. Бугенвільський жолоб — 8006 м,
9. Тонга — 10 882 м,
10. Кермадек — 10 047 м,
11. Кайман — 7686 м,
12. Пуерто-Рико — 8605 м,
13. Центрально-Американський жолоб — 6662 м,
14. Перуансько-Чилійський жолоб — 8065 м,
15. Південно-Сандвічський жолоб — 8428 м.

Максимальну глибину Світового океану (11 034 м) встановлено у Маріанському жолобі. Походження океанічних жолобів пов'язують зі зсувом та опусканням океанічної літосферної плити.
Для океанічних жолобів (за винятком жолоба Кайман) характерні висока сейсмічність і негативні аномалії сили тяжіння Фая, великі магнітні аномалії обох знаків і зниження значення теплового потоку.
Останні дослідження океанічних западин виявили, що у западині накопичується біомаса, яка опускається туди з меншої глибини, і що бактерії на дні особливо активно розкладають сполуки вуглецю. Таким чином глибоководні западини відіграють диспропорційно більшу до своїх масштабів роль у регулюванні обсягів двоокису вуглецю, а отже й клімату.